# بيتار ميتليتشيتش
بيتار ميتليتشيتش (بالكرواتية: Petar Metličić)‏ مواليد 25 ديسمبر 1976 في كرواتيا، جمهورية يوغوسلافيا الاشتراكية الاتحادية، هو لاعب كرة يد كرواتي سابق لعب كظهير أيمن. يلعب حاليا مع منتخب كرواتيا لكرة اليد. مثل منتخب كرواتيا لكرة اليد في 175 مباراة. شارك في دورة الألعاب الأولمبية الصيفية سنة 2004.

## المسيرة الاحترافية
لعب مع أديمار ليون في الدوري الإسباني من سنة 2002 إلى 2005، ثم لعب مع نادي ثيوداد ريال لكرة اليد من سنة 2005 إلى 2010، ثم انضم إلى نادي تسليه لكرة اليد في الدوري السلوفيني من سنة 2010 إلى 2012، ثم انضم إلى نادي مونبلييه لكرة اليد في الدوري الفرنسي في موسم 2012–2013.

## الإنجازات
- الدوري الكرواتي لكرة اليد (1): 1999-00
- كأس أوروبا لكرة اليد (1): 2000
- كأس أبطال الكؤوس الأوروبية لكرة اليد (1): 2005
- الدوري الإسباني لكرة اليد (4): 2006-07، 2007–08، 2008–09، 2009-10
- دوري أبطال أوروبا لكرة اليد (3): 2005-06، 2007–08، 2008–09
- كأس ملك إسبانيا لكرة اليد (1): 2008
- كأس إسبانيا لكرة اليد (3): 2006، 2007، 2008
- كأس السوبر الإسبانية لكرة اليد (1): 2008

| مناصب رياضية         | مناصب رياضية                           | مناصب رياضية      |
| -------------------- | -------------------------------------- | ----------------- |
| سبقه سلافكو جولوجا 4 | قائد منتخب كرواتيا لكرة اليد 2006-2009 | تبعه إيغور فوري 6 |

## روابط خارجية
- بيتار ميتليتشيتش على موقع الاتحاد الأوروبي لكرة اليد (الإنجليزية)
- بيتار ميتليتشيتش على موقع الاتحاد الفرنسي لكرة اليد (الفرنسية)
- بيتار ميتليتشيتش على موقع اللجنة الأولمبية الدولية (الإنجليزية)
- بيتار ميتليتشيتش على موقع أوليمبيديا (الإنجليزية)
- بيتار ميتليتشيتش على موقع اللجنة الأولمبية الكرواتية (مؤرشف) (الكرواتية)